# Gretchen Fraserová
Gretchen Fraserová (rodným jménem Kunigková; 11. února 1919, Tacoma – 17. února 1994, Sun Valley) byla americká alpská lyžařka. Na olympijských hrách ve Svatém Mořici v roce 1948 vyhrála závod ve slalomu, při olympijské premiéře této disciplíny. Na stejných hrách brala i stříbro v kombinaci. Stala se prvním americkým olympijským vítězem v alpském lyžování.
Byla dcerou přistěhovalců z Evropy, její otec byl Němec, matka Norka. Byla lyžařskou dablérkou Sonji Henie ve filmech Thin Ice (1937) a Sun Valley Serenade (1941). Jejím manželem byl lyžař Donald Fraser, vzali se roku 1939. Oba byli členy olympijského týmu pro hry v roce 1940, které byly zrušeny kvůli druhé světové válce. Válečná léta pak strávila lyžováním ve vojenských výcvikových filmech Otto Langa a pomocí lyžování pomáhala rehabilitovat zraněné veterány. Později, jako trenérka, tuto zkušenost využila v práci s postiženými lyžaři, jako byla například její svěřenkyně Muffy Davisová. Z nepostižených lyžařek patřila k jejím známým svěřenkyním Andrea Meadová Lawrenceová, dvojnásobná olympijská vítězka z roku 1952, nebo Picabo Streetová, olympijská vítězka z roku 1998. V roce 1960 byla uvedena do americké Národní lyžařské síně slávy.